# Ray of Light
 (срп. Зрак светла) је седми студијски албум поп певачице Мадоне, издат 2. марта 1998. од стране Warner Bros. Records. Процене продаје су око 14 милиона примерака, према Мадонином званичном сајту. 1999. године, албум је добио 3 Греми награде, међу којима су и "Најбољи Поп вокални албум" и "Најбољи Денс албум“.

## Историја албума
Радни наслов албума био је The Drowned World, инспирисан истоименим романом Џ. Г. Баларда. Продуциран је углавном од стране саме Мадоне, Вилијама Орбита и ранијег сарадника Патрика Леонарда. На албуму је истакнуто ново Мадонино музичко усмерење, као и прегршт стихова који говоре о дубоким темама од којих су најистакнутије на албуму теме мајчинства, славе, и духовности.
Мадона је започела писање песама са Леонардом 1997. године, сарађујући с њим по први пут након три године паузе. За разлику од њених претходних албума, писање са Леонардом није имао толико примене у студију. Мадона је веровала да његова продукција иде у смеру у коме она није желела.
Рад на самом албуму је започела са још једним старим сарадником, Бејбифејсом. И са њим је написала неколико сјајних песама, али је на крају одустала од свих, опет коментаришући да то није стил који жели, и да песме носе у себи "неку Take a Bow ноту" коју она није желела да се не би понављала. Рад са још једним мегапопуларним продуцентом, Риком Новелсом, који је раније био познат по сарадњи са Селин Дион, није уродио плодом. Иако је њихова сарадња била хиперпродуктивна (снимили су седам песама за три дана!), ниједна од песама није имала електронски звук који је Мадона желела. На крају лутања међу продуцентима, Мадона је однела песме које је урадила са Новелсом и Леонардом код британског електронског музичара Вилијама Орбита. Мадона је одувек била његов фан, уз изјаву да је волела "ту врсту трансамбијенталног квалитета" коју је давао својим песмама. Почела је сарадњу са њим када јој је послао песме и музичке исечке на којима је радио, који су обично били групе од 8 или 16 тактова, и који су касније чинили већину албума. Мадона би слушала семплове изнова и изнова док не би била инспирисана да напише стихове. Једном, када је имала идеју о лиричком стилу албума, однела је стихове Орбиту, и сарадња је коначно почела.
Албум је сниман око четири и по месеца у Лос Анђелесу, и то представља Мадонино најдуже време снимања албума. Највећим делом тока снимања, само још три особе су радиле са Мадоном: Орбит лично, инжењер Пет Макарти, и његов асистент Мет Силва. Снимање је било успоравано проблемима са опремом, пошто је Орбит више волео да ради са семпловима и машинама, него са музичарима. Рачунари би се кварили и онда су прављене дуге паузе док се проблем не реши. Орбит је искомпоновао цео албум у року од четири месеца. Касније се присећао тог периода уз коментар "да су му прсти крварили од дугих сати у студију". Мадонини вокали су били много лакши за снимање и многи су снимњени из првог пута. Када је снимање коначно завршено, продуцент Маријус ДеВријес је додао завршне измене у продукцији.

## Списак песама
| #   | Име | Трајање |
| --- | --- | ------- |
| 1.  | Аутори: Мадона, Вилијам Орбит, Род Макјуен, Анита Кет, Дејвид Колинс Продуценти: Мадона и Вилијам Орбит                                                                                       | 5:09    |
| 2.  | Аутори: Мадона, Вилијам Орбит Продуценти: Мадона и Вилијам Орбит | 5:00    |
| 3.  | Аутори: Мадона, Вилијам Орбит, Клајв Малдун, Дејв Кертис, Кристин Лич Продуценти: Мадона и Вилијам Орбит                                                                                      | 5:21    |
| 4.  | Аутори: Мадона, Вилијам Орбит, Сузана Мелвоан Продуценти: Мадона и Вилијам Орбит | 4:34    |
| 5.  | Аутори: Мадона, Патрик Леонард Продуценти: Мадона, Вилијам Орбит, Маријус ДеВријес | 6:22    |
| 6.  | Аутори: Мадона, Патрик Леонард Продуценти: Мадона, Вилијам Орбит и Маријус ДеВријес | 4:27    |
| 7.  | Аутори: Мадона, Патрик Леонард Продуценти: Мадона, Вилијам Орбит и Патрик Леонард | 4:48    |
| 8.  | Аутори: Мадона, Вилијам Орбит Продуценти: Мадона и Вилијам Орбит Прилагођено из текста Шанкре Чарија, узето из Јога Таравалија Додатни Текст: традиционални, превод: Вјас Хјустон и Еди Стерн | 4:29    |
| 9.  | Аутори: Мадона, Патрик Леонард Продуценти: Мадона, Вилијам Орбит, Патрик Леонард | 6:12    |
| 10. | Аутори: Мадона, Рик Новелс Продуценти: Мадона, Вилијам Орбит, Патрик Леонард | 4:10    |
| 11. | Аутори: Мадона, Рик Новелс Продуценти: Мадона, Вилијам Орбит и Патрик Леонард | 5:23    |
| 12. | Аутори: Мадона, Рик Новелс Продуценти: Мадона и Маријус ДеВријес | 5:18    |
| 13. | Аутори: Мадона, Вилијам Орбит Продуценти: Мадона и Вилијам Орбит | 5:32    |
| 14. | само на јапанском издању албума Аутори: Мадона, Вилијам Орбит, Патрик Леонард Продуценти: Мадона и Вилијам Орбит                                                                              | 5:15    |

## Синглови
| #  | Име         | Датум                                                                      |
| -- | ----------- | -------------------------------------------------------------------------- |
| 1. |             | фебруар 1998.                                                              |
| 2. |             | мај 1998.                                                                  |
| 3. |             | август 1998 (Канада, Европа, Аустралија), септембар 1998. (Јапан)          |
| 4. | (УК/Канада) | септембар 1998. (САД) / новембар 1998. (Канада, Европа, Јапан, Аустралија) |
| 5. |             | март 1999. (Европа, Аустралија), април 1999. (САД, Јапан)                  |

Frozen, први сингл са албума, постао је Мадонин осми #1 сингл у Великој Британији, и достигао је друго место на Billboard Hot 100 листи у САД. Написана у сарадњи са Патриком Леонардом, песма је базично садржала Мадонин вокал преко аранжмана жичаних инструмената и синтисајзерски генерисане матрице. 2005. белгијски суд је проценио да је песма плагијат, и да користи четворотактовну секвенцу из песме Ma vie fout le camp белгијског композитора Салватореа Аквавиве. Пресуда је забранила продају било каквог албума на коме се песма налази.
Други сингл, Ray of Light, базиран на песми Sepheryn групе "Кертис и Малдун", је користила смелу фузију изузетно снажних техно звукова и рифова електричне гитаре. Дебитовала је на другом месту на листи у Уједињеном Краљевству, као и #5 на америчким топ-листама, и сертификован као златни сингл у обе земље. Песма је била хит и у клубовима, као и на Денс топ-листи, па је постала најуспешнији денс сингл 1998. године. Песма је била номинована као "Песма Године" за Гремија 1999. године, али је изгубила од Селин Дион и My Heart Will Go On.
Drowned World/Substitute for Love постао је трећи сингл изван северноамеричког подручја. Спот за песму је био изузетно контроверзан, због шокатне сличности са смрћу принцезе Дајане. Мадону у споту, по изласку из куће, јуре папараци, и док се возе колима, принуђена је да носи наочари, због изузетно јаких блицева, који јој сметају, и за које се сматра да су главни узрок смрти британске принцезе.
Четврти сингл постала је песма The Power of Good-Bye, песма о болном раскиду са још једном мањом контроверзом у споту, где Мадона шета обалом, и одједном, нестаје у таласима, под претпоставком да је управо извршила самоубиство. Али касније, она се поново појављује на обали, а спот је објаснила "поновним рођењем након раскида/смрти“. Спот је запажен и због појављивања глумца Горана Вишњића. У УК је издат као дупли АА сингл заједно са песмом Little Star, песмом о Мадониној ћерки Лурд.
Пети сингл, Nothing Really Matters, који је уједно био и последњи, био је у то време Мадонин најнеуспешнији сингл на Billboard Hot 100, али је на Денс топ-листи дотигао #1, а и у УК је био #7. Спот је инсирисан популарним романом Мемоари једне гејше.

## Оцена критике и награде
Недуго након издавања, албум је добио позитивне реакције критике са свих страна света. Slant Magazine описује албум као "једно од сјајних поп ремек-дела 90-их... Мадона није била овако емотивна још од Like a Prayer". Рони Сариг са сајтаAmazon.com закључује да је то "њен најбогатији и уметнички најостваренији албум до сада". Био је највише импресиониран Мадониним распоном гласа, дубином и јасноћом са којом је певала, а све као последица часова певања за Евиту. ТВ канал Е! је хвалио албум због лиричког садржаја, уз коментар: "Ray of Light је добар колико и јога истезање - што га чини бољим него што очекујете“. Е! су такође били импресионирани продукцијом Вилијама Орбита, његовим "уметничким биповима и скваковима [...] и сабијеним гитарама " и "трунчицама Средњег истока. Албум је добио оцену А-, једну од највиших оцена за албум икада од стране тог канала.
Рецензија часописа Ролинг стоун била је позитивна, али је истакла и лоше стране албума. Албум је назван "бриљантним", али критикована је Орбитова продукција, уз коментар "да он не зна довољно трикова да напуни CD, па се понавља...". All Music Guide је назвао албум "њеним најризичнијим издањем" и "њеним најзрелијим издањем“.
1999. албум је добио три Гремија: "Најбољи Денс албум", "Најбољи Поп албум" и "Најбоље паковање издања", и био номинован за плочу и албум године. Такође, песма Ray of Light је добила Гремија за "Најбољи спот“. 2002. године, гледаоци канала VH1 су изгласали албум као десети најбољи свих времена, док га је исте године читаоци Rolling Stone изгласали као 29. најбољи албум свих времена. Касније су га у часопису означили као 363. најбољи албум свих времена.

## Топ листе
је дебитовао на другом месту америчке топ-листе албума, са 371 000 продатих примерака у првој недељи. Био је блокиран да доспе на прво место од стране мегауспешног саундтрека за филм Титаник. 22. априла 1998, тек два месеца након издавања, албум је сертификован као 2х Платинаст Од тада па надаље, сертификован је као 4х Платинаст, и након више од годину дана (59 недеља) испао је из Топ100 албума.
У Аустралији је албум дебитовао на првом месту, и постао Мадонин 7 албум који је достигао #1. Од тада је сертификован као 3х Платинаст. У Уједињеном Краљевству, албум је дебитовао као #1, и ту остао две недеље. Јануара 2003, сертификован је као 6х Платинаст.

## Продаја
| Држава               | Највиша позиција на листи | Сертификација        | Продаја     |
| -------------------- | ------------------------- | -------------------- | ----------- |
| Аустралија           | 1                         | 3x Платинаст         | 210.000+    |
| Аустрија             | 2                         | 2x Платинаст         | 40.000+     |
| Бразил               | 1                         | 3x Платинаст         | 375 000+    |
| Канада               | 1                         | 7x Платинаст         | 700.000+    |
| Данска               | 1                         | 5x Платинаст         | 200.000+    |
| Финска               | 1                         | Платинаст            | 30 604+     |
| Француска            | 1                         | 3x Платинаст         | 925,000+    |
| Немачка              | 1                         | 3x Платинаст         | 1 500.000+  |
| Холандија            | 1                         | 3x Платинаст         | 210.000+    |
| Нови Зеланд          | 12                        | Платинаст/Златан*    | 22 500+     |
| Норвешка             | 1                         | 2x Платинаст         | 60.000+     |
| Пољска               |                           | Дијамантки           | 200.000+    |
| Шведска              | 2sr                       | 3x Платианст         | 120.000+    |
| Швајцарска           | 1                         | 3x Платинаст         | 150.000+    |
| Уједињено Краљевство | 1                         | 6x Платинаст         | 3 800.000+  |
| САД                  | 1                         | 4x Платинаст         | 5.000.000+  |
| СВЕТ                 |                           | [ 32 ] [ 33 ] [ 34 ] | 25.000.000+ |

## Сарадници на албуму

#### Особље
- Вокал - Мадона
- Пратећи вокал - Мадона, Дона ДеЛори, Ники Харис
- Гитара - Марк Моро
- Клавијатуре - Маријус ДеВријес
- Бубњеви - Фергус Жеранд
- Програмирање бубњева - Стив Сиделник
- Удараљке - Фергус Жеранд
- Флаута - Пабло Кук
- Синтисајзери - Вилијам Орбит
- Аранжман жичаних инструмената - Крег Армстронг, Патрик Леонард
- Оркестратор - Сузи Катајама

#### Продукција
- Продуценти - Мадона, Вилијам Орбит, Маријус ДеВријес, Патрик Леонард
- Програмирање - Мајк Бредфорд, Маријус ДеВријес
- Инжењеринг - Марк Ендерт, Џон Инглодсби, Патрик Макарти, Дејв Рајцас, Мет Силва
- Мастеринг - Тед Џенсен

#### Дизајн
- Фотографија - Марио Тестино
- Арт дирекција - Кевин Реган
- Арт дизајн - Керосин Хало, Кевин Реган

## Подаци о издањима
Сва издања су издата од стране издавачке куће Maverick и Warner Bros. Records.
| Формат издања         | Држава          | Каталошки број | Датум издавања    |
| --------------------- | --------------- | -------------- | ----------------- |
| Регуларно издање      | УК/Немачка      | 9362 26847-2   | 2. март 1998.     |
| Ограничено издање     | УК/Немачка      | 9 46884-2      | март 1998.        |
| Дупли винил-албум     | УК/Немачка      | 9362 46847-1   | 2. март 1998.     |
| Касета                | УК/Немачка      | 9362 46847-4   | 2. март 1998.     |
| Мини-диск             | УК/Немачка      | 9362 46847-8   | 2. март 1998.     |
| Регуларно издање      | Северна Америка | 9 46847-2      | 3. март 1998.     |
| Ограничено издање     | Северна Америка | 9 46884-2      | март 1998.        |
| Јапанско издање       | Јапан           | WPCR-2000      | 22. фебруар 1998. |
| Јапански дупли албум1 | Јапан           | WPCR-10556/7   | 22. фебруар 1998. |
| Јапански винил албум  | Јапан           | WPJR-2003/4    | Фебруар 1998.     |

1Садржи регуларно издање, као и бонус диск, под називом Words & Music са интервјуима.